# Mine du mont Lyell
La mine du mont Lyell est une mine à ciel ouvert et souterraine de cuivre et d'or située en Tasmanie en Australie,,,. Elle situé près de la ville de Queenstown.
L'exploitation de la mine du mont Lyell pendant plus d’un siècle  a entraîné un important rejet de déchets miniers dans les cours d’eau voisins. Ces rejets ont progressivement contaminé la King River jusqu’à son embouchure dans le port de Macquarie, provoquant l’un des cas les plus sévères de pollution par drainage minier acide en Australie.
Selon une étude de l’Université de Tasmanie publiée en 2023, entre 10 et 87 millions de tonnes de sédiments pollués s’y seraient accumulés avant 1994. Cette pollution a rendu la rivière biologiquement morte sur plusieurs tronçons depuis plus de trois décennies.